# Layzie Bone
Steven Howse (Cleveland, 23 de setembro de 1974) é um rapper norte-americano. É conhecido principalmente por ser membro do grupo Bone Thugs-n-Harmony. Ele também é conhecido pelos nomes L-Burna e The #1 Assassin. Ele é o irmão mais novo do membro do grupo Flesh-N-Bone e primo do membro do grupo Wish Bone. Layzie também é membro do grupo de rap Bone Brothers e CEO da gravadora Harmony Howse Entertainment.

## Carreira musical
O grupo formou a banda BONE Enterpri$e (todos exceto Flesh-N-Bone) e gravou um álbum intitulado Faces Of Death no estúdio de seu então mentor, Kermit Henderson em seu selo indie Stoney Burke em 1993. Depois disso, Layzie e o resto da família Bone embarcou em um ônibus Greyhound para Los Angeles, onde trabalhou com o notável produtor e rapper Eazy-E e sua gravadora Ruthless/Relativity Records. Diego Blak (nascido Diego Hodge), um comerciante e produtor co-executivo de Faces Of Death apresentou-os a Eazy-E em um show que ele promoveu em Cleveland, Ohio, onde eles fizeram um teste para ele em seu camarim e depois viajaram de volta para Los Angeles, Califórnia, após o show para selar o acordo. Neste ponto, Eazy os nomeou Thugs-n-Harmony, mas eles queriam manter o nome Bone, então eles foram chamados de Bone Thugs-N-Harmony.

### Carreira solo, Mo Thugs e Bone Brothers
Layzie também promoveu o selo independente Mo Thugs Records, que ele e o restantes dos membros criaram. Ele lançou seu primeiro álbum solo "Thug By Nature" em 20 de março de 2001, exatamente no mesmo dia em que Bizzy Bone lançou seu segundo álbum solo. Ele também tem álbuns colaborativos com Young Noble of The Outlawz e A.K. de Do or Die, 5 álbuns solo. Ele teve uma série de participações de 5 álbuns com Bizzy Bone.
Em 2010, Layzie criou uma nova gravadora, Harmony Howse Entertainment. Em 2011, ele e Fredro Starr do grupo Onyx planejaram um projeto de lançar um EP colaborativo intitulado FireSquad. Layzie lançaria dois álbuns separados, em 22 de fevereiro de 2011, sob seu novo selo Harmony Howse Entertainment. Em 2015, Layzie lançou o single Cleveland is The City com Aaron "D-Boyy" Dissell. A música foi usada pela Fox News durante as finais da NBA de 2015 como música tema do Cleveland Cavaliers. Layzie também estava trabalhando em um álbum chamado Perfect Timing, que foi originalmente programado para ser lançado em 2016, mas agora é TBD. Layzie é tio do rapper independente Dizzy Wright.
Durante uma breve rivalidade com Migos, Layzie lançaria o álbum Annihilation em 19 de abril de 2019 com a música If was a 5th with Bizzy Bone, e a dis song Let me go Migo (Remix). Em 16 de agosto de 2019, Layzie lançaria outro álbum, Lost & Found. Em 6 de julho de 2020, Layzie Bone lançou um álbum intitulado Wanted Dead or Alive com Krayzie Bone, Flesh-N-Bone, Dame Dolla, Willy Ray, Cyrano ESQ, Maybach Dice, Paul Zero, Stew Deez, Ken Dawg e Ebony Burks. Em 26 de novembro de 2021, Layzie Bone lançou um novo álbum de colaboração com HC The Chemist intitulado Eyez on the Prize. Em 4 de julho de 2023, Layzie lançou uma mixtape Too Eazy enquanto anunciava um novo álbum chamado Hypnotic Rhythms, que estava programado para ser lançado com um novo vídeo em agosto de 2023, mas agora é TBD.

## Discografia

### Álbuns de estúdio
- Thug by Nature (2001)
- The New Revolution (2006)
- Cleveland (2006)
- Startin' from Scratch: How A Thug Was Born (2007)
- Thugz Nation (2008)
- The Definition (2011)
- The Meaning (2011)
- Annihilation (2019)
- Lost & Found (2019)
- Wanted Dead or Alive (2020)

### Álbuns de colaboração
- Bone Brothers with Bone Brothers (2005)
- Thug Brothers with Young Noble (2006)
- Bone Brothers 2 with Bone Brothers (2007)
- Bone Brothers III with Bone Brothers (2008)
- Still Creepin on Ah Come Up with Bone Brothers (2008)
- Finally with A.K. (2008)
- Thug Twinz with Big Sloan (2009)
- Eyez On The Prize with HC The Chemist (2021)